# Darius Miles
Pour les articles homonymes, voir Miles.
Darius Miles, né le 9 octobre 1981 à Belleville dans l'Illinois, est un ancien joueur américain de basket-ball évoluant en NBA.

## Biographie
Darius Miles fait ses études au lycée de East St Louis et est drafté en NBA en 3e position par les Clippers de Los Angeles sans passer par le système universitaire (comme notamment Kevin Garnett ou Kobe Bryant). À la suite d'une bonne saison 2005-2006, Darius Miles se blesse gravement (arthroscopie du genou droit), ce qui le prive d'une saison complète et il est licencié par les Portland Trail Blazers.
Miles rejoint en août l'effectif des champions NBA 2008, les Celtics de Boston. Il est licencié au bout de 6 rencontres (en pré-saison). Il signe un contrat en décembre 2008 avec les Grizzlies de Memphis mais ne peut jouer les 10 premières rencontres à la suite d'une condamnation de la NBA pour usage de stupéfiants. Il joue deux rencontres avec les Grizzlies avant de se faire licencier le 7 janvier 2009. Il resigne un contrat de 10 jours avec les Grizzlies le 9 janvier.
Une bataille juridique oppose les Trail Blazers et les Grizzlies. Les Trail Blazers soutiennent que le joueur avait mis fin à son contrat de façon prématurée pour raisons médicales - il avait effectivement signé un contrat de deux ans à Portland - et que de ce fait, il lui était interdit légalement de reprendre sa carrière, puisque la raison de la rupture de son précédent contrat était justement son départ à la retraite. L'équipe de Portland a menacé les Grizzlies de poursuites judiciaires au cas où elle persiste à vouloir signer Miles. Si Miles joue plus de 10 rencontres lors de la saison 2008-2009, alors les Trail Blazers auraient dû prendre en charge le salaire de Miles pour les saisons 2008-2009 et 2009-2010 (soit 18 millions de dollars).

## Records sur une rencontre en NBA
Les records personnels de Darius Miles en NBA sont les suivants, :
| Type de statistique        | Saison régulière | Saison régulière     | Saison régulière |
| Type de statistique        | Record           | Adversaire           | Date             |
| -------------------------- | ---------------- | -------------------- | ---------------- |
| Points                     | 47               | @ Nuggets de Denver  | 19 avril 2005    |
| Paniers marqués            | 19               | @ Nuggets de Denver  | 19 avril 2005    |
| Paniers tentés             | 33               | @ Nuggets de Denver  | 19 avril 2005    |
| Paniers à 3 points réussis | 1                | 22 fois              | 22 fois          |
| Paniers à 3 points tentés  | 3                | 5 fois               | 5 fois           |
| Lancers francs réussis     | 8                | 2 fois               | 2 fois           |
| Lancers francs tentés      | 14               | @ Nuggets de Denver  | 19 avril 2005    |
| Rebonds offensifs          | 7                | @ Nuggets de Denver  | 2 décembre 2003  |
| Rebonds défensifs          | 11               | 3 fois               | 3 fois           |
| Rebonds totaux             | 13               | 3 fois               | 3 fois           |
| Passes décisives           | 8                | 2 fois               | 2 fois           |
| Interceptions              | 6                | 2 fois               | 2 fois           |
| Contres                    | 8                | Hornets de Charlotte | 5 janvier 2001   |
| Balles perdues             | 7                | 3 fois               | 3 fois           |
| Minutes jouées             | 51               | Celtics de Boston    | 29 décembre 2001 |

- Double-double : 22
- Triple-double : 0